# C18H22
化学式C18H22（摩尔质量：238.36 g/mol）可能指：
- 4-己基联苯 ，CAS号：59662-31-6
- 1,1-二苯基己烷 ，CAS号：1530-04-7
- 1,6-二苯基己烷，CAS号：1087-49-6
- 2-甲基-2,4-二苯基戊烷，CAS号：31516-55-9

|  | 这个同类索引页列出了具有相同分子式的化学物（即同分異構體）条目。 除非您是有意链接至本页，否则应将相应条目的内部链接指向正确的条目。 |